# Thượng Mỗ
Thượng Mỗ là một xã thuộc huyện Đan Phượng, thành phố Hà Nội, Việt Nam. Xã Thượng Mỗ là một làng Việt cổ. Hiện nay,xã có 2 làng, được chia làm 8 thôn. Làng Thượng Mỗ bao gồm từ thôn 1 tới thôn 7 và làng Phù Trung gồm thôn 8(từ 1991 trở về trước, xã được chia thành 8 xóm. Sau năm 1991, 8 xóm này đổi thành 8 thôn).
Diện tích xã được phân bố ra 2 miền: miền đồng (bên làng) và miền bãi (bên trại). Miền đồng, còn  gọi là bên làng, có 4 thôn, từ thôn 1 tới thôn 4. Miền bãi, còn gọi là bên trại, có 4 thôn, từ thôn 5 đến thôn 8.
- Thế kỷ 19 trở về trước, người làng Thượng Mỗ chỉ sinh sống tập trung tại các xóm ở miền đồng (bên làng). Miền bãi thuở xưa vốn là dòng chảy của sông Hồng, tục gọi " vạn mắm, vạn muối", là nơi giao thương buôn bán giữa các tàu buôn và người dân trên bờ. Sau này sông Hồng lùi dần về phía tây, để lại một bãi phù sa rộng lớn. Cuối thế kỷ 19, người các làng Thượng Mỗ, Hạ Mỗ và một số nơi bắt đầu di cư sang miền bãi sinh sống và lập lên các xóm trại. Đầu thế kỷ 20, Thượng Mỗ có 3 xóm trại ở miền bãi, là các thôn 5,6 và 7. Thôn 8 (hiện nay là thôn Trung Hiền) là người làng Phù Trung bên kia sông Hồng do bị lở đất nên di cư sang lập xóm mới.
- Trước cách mạng tháng tám, làng Thượng Mỗ và làng Phù Trung là 2 xã độc lập, tục gọi Thượng Mỗ là Mố Thượng (bây giờ một số nơi giáp ranh, người dân vẫn gọi Thượng Mỗ là Mố). Sau cách mạng tháng tám, Thượng Mỗ thuộc xã Hồng Thái (gồm Thượng Mỗ, Hạ Mỗ và Hồng Hà). Từ 1972, xã Hồng Thái tách ra làm 3 xã là Thượng Mỗ, Hạ Mỗ và Hồng Hà.
- Xã Thượng Mỗ có diện tích 3,55 km², dân số năm 2022 là 9.897 người,[1][2] mật độ dân số đạt 2.787 người/km².